# Guy Lalancette
Guy Lalancette est un écrivain québécois né en 1948 à Girardville au Lac-St-Jean.

## Biographie
Guy Lalancette a un baccalauréat en littérature et une maîtrise en pédagogie de l'Université de Montréal ainsi qu'une maîtrise en création littéraire à l'Université du Québec à Trois-Rivières.
Il enseigne d'abord le français au niveau secondaire, à la Porte du Nord à Chibougamau (1973-2003) puis choisit d'enseigner l'art dramatique. En 1974, il fonde la troupe de théâtre L'Otobuscolère, en plus de co-fonder la troupe Le Théâtre des Épinettes, encore active aujourd'hui,. Il est également animateur culturel à Chibougamau depuis plus de 25 ans.
En 2015, le Salon du livre du Saguenay–Lac-Saint-Jean lui rend hommage.

## Œuvres

### Romans
- 1999 : Il ne faudra pas tuer Madeleine encore une fois,  (ISBN 2-89005-689-9), VLB Éditeur
- 2001 : Les yeux du père,  (ISBN 978-2-89649-431-6), VLB Éditeur [6]
- 2005 : Un amour empoulaillé,  (ISBN 2-89005-872-7), VLB Éditeur[7]
- 2009 : La conscience d'Eliah,  (ISBN 978-2-89649-086-8), VLB Éditeur
- 2011 : Le Bruit que fait la mort en tombant,  (ISBN 978-2-89649-170-4), VLB Éditeur [8]
- 2012 : L’Épivardé,  (ISBN 978-2-89648-000-5), L'Hexagone
- 2020 : Les Cachettes,  (ISBN 9782896498123), VLB Éditeur [9]

## Prix et distinctions
- 2001 : Finaliste au prix France-Québec/Jean-Hamelin[10],[11]
- 2001 : Prix Abitibi-Consolidated du Salon du livre du Saguenay-Lac-Saint-Jean[10]
- 2005 : Finaliste du Prix du Gouverneur général pour Un amour empoulaillé[10]
- 2005 : Finaliste au prix France-Québec/Philippe-Rossillon[10]
- 2005 : Mention spéciale du jury du Salon du livre du Saguenay-Lac-Saint-Jean[10]
- 2005 : Finaliste aux Prix littéraires du Gouverneur général, catégorie romans et nouvelles[10]
- 2007 : 2e prix Récit dans le magazine enRoute des prix littéraires de Radio-Canada[10]
- 2008 : 2e prix Récit dans le magazine enRoute des prix littéraires de Radio-Canada[10]
- 2010 : Finaliste du Prix des cinq continents de la Francophonie[10]
- 2010 :Prix littéraire Roman 2010 du Salon du livre du Saguenay-Lac-Saint-Jean[10]
- 2021 : Prix du CALQ – Artiste de l’année au Nord-du-Québec[5],[12],[13]
- 2023 : Prix Damase-Potvin, catégorie professionnel[14],[15]